# Great Salt Pond
Great Salt Pond (Frans: Étang salé de Grande Baie), vroeger bekend onder de Nederlandse naam Grote Zoutpan, is een zoutmeer bij Philipsburg op Sint Maarten.
Het meer wordt door een smalle landstrook, waarop Philipsburg gelegen is, gescheiden van Great Bay ('Grote Baai') aan de Caraïbische Zee. In het meer werd onder andere door de West-Indische Compagnie zout gewonnen dat vanaf de Grote Baai verscheept werd. Het zoutmeer is uitbreidingsgebied van Philipsburg voor met name overheidsgebouwen en de zogenaamde pondfill, oftewel de vuilstortplaats. Ten oosten van het meer ligt een kleiner zoutmeer, het zoutmeer van Little Bay ('Kleine Baai').
Het Great Salt Pond is een van de belangrijkste reden waarom Philipsburg in 1631 door de Nederlanders werd gesticht, en de zoutproductie vormde de basis van de economie gedurende drie eeuwen. Het zout werd geëxporteerd naar Europa en Noord-Amerika.
Great Salt Pond wordt door de veel vogels bezocht. Met name de lachmeeuw komt in grote aantallen voor. In 2007 werd een terrein van 188 hectare door BirdLife International aangeduid als Important Bird Area. Bescherming van het natuurgebied is moeilijk omdat het aan alle kanten is omringd door bebouwing en wegen, en vervuild is door menselijke activiteiten.

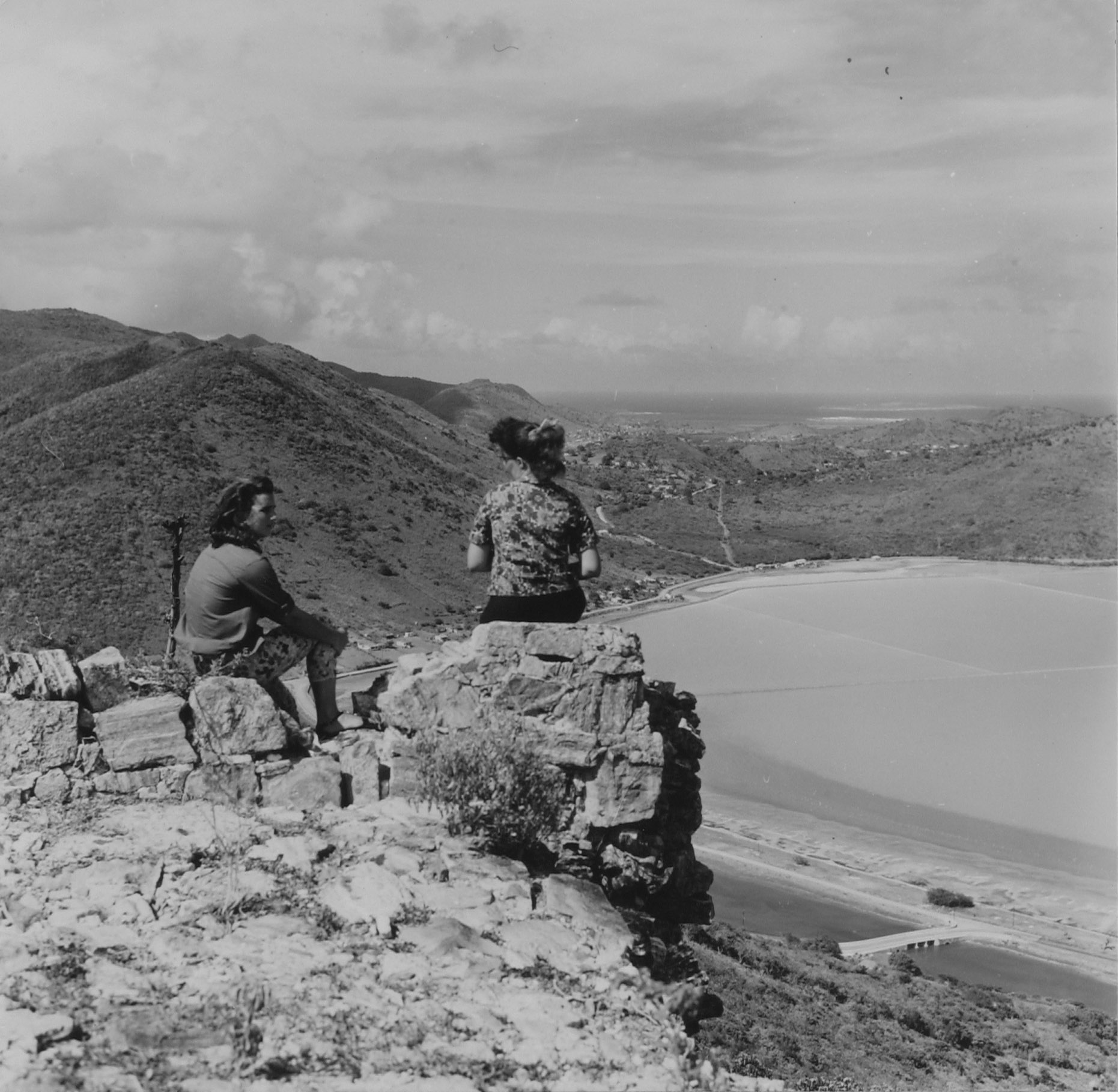
De Grote Zoutpan in 1964
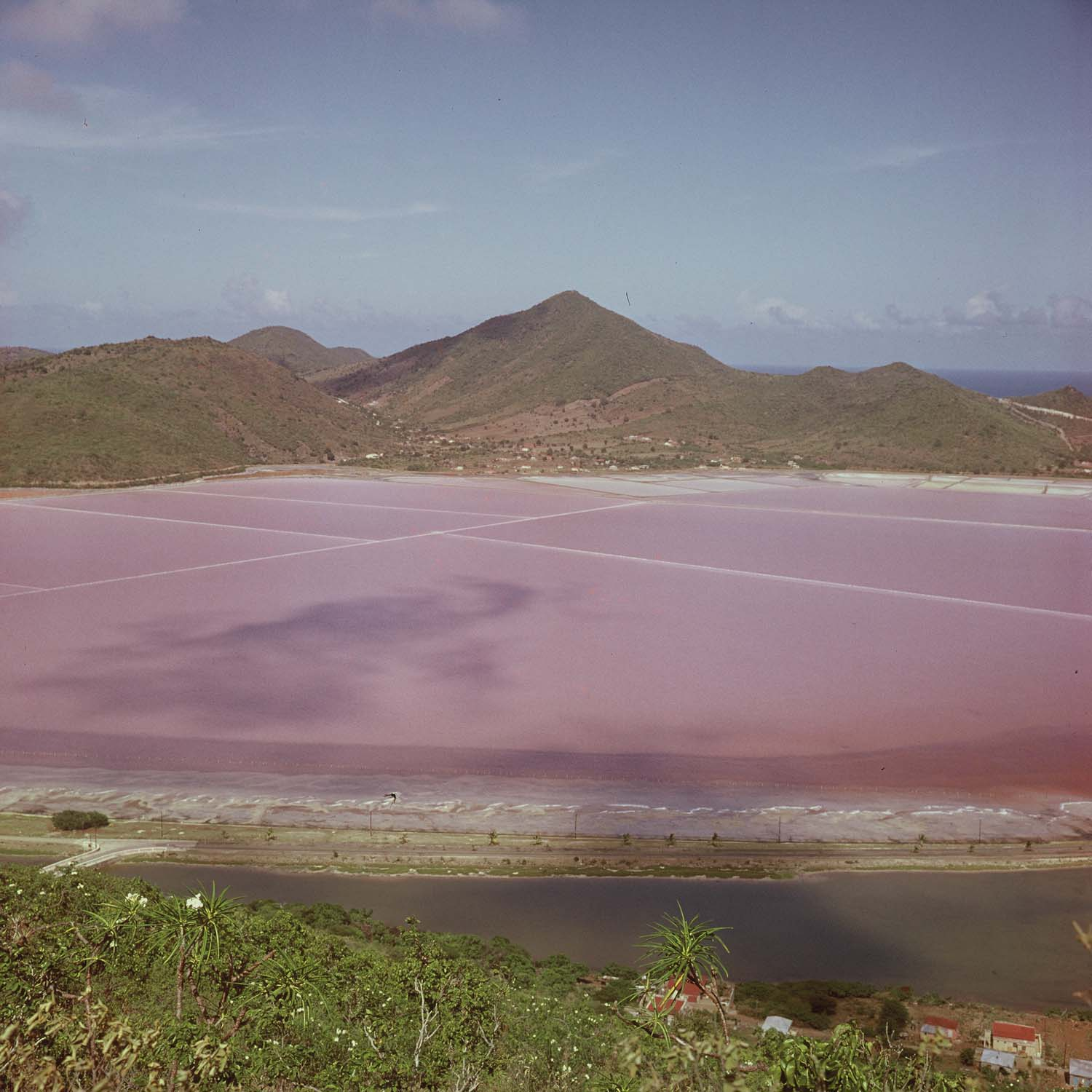
Dia uit 1964
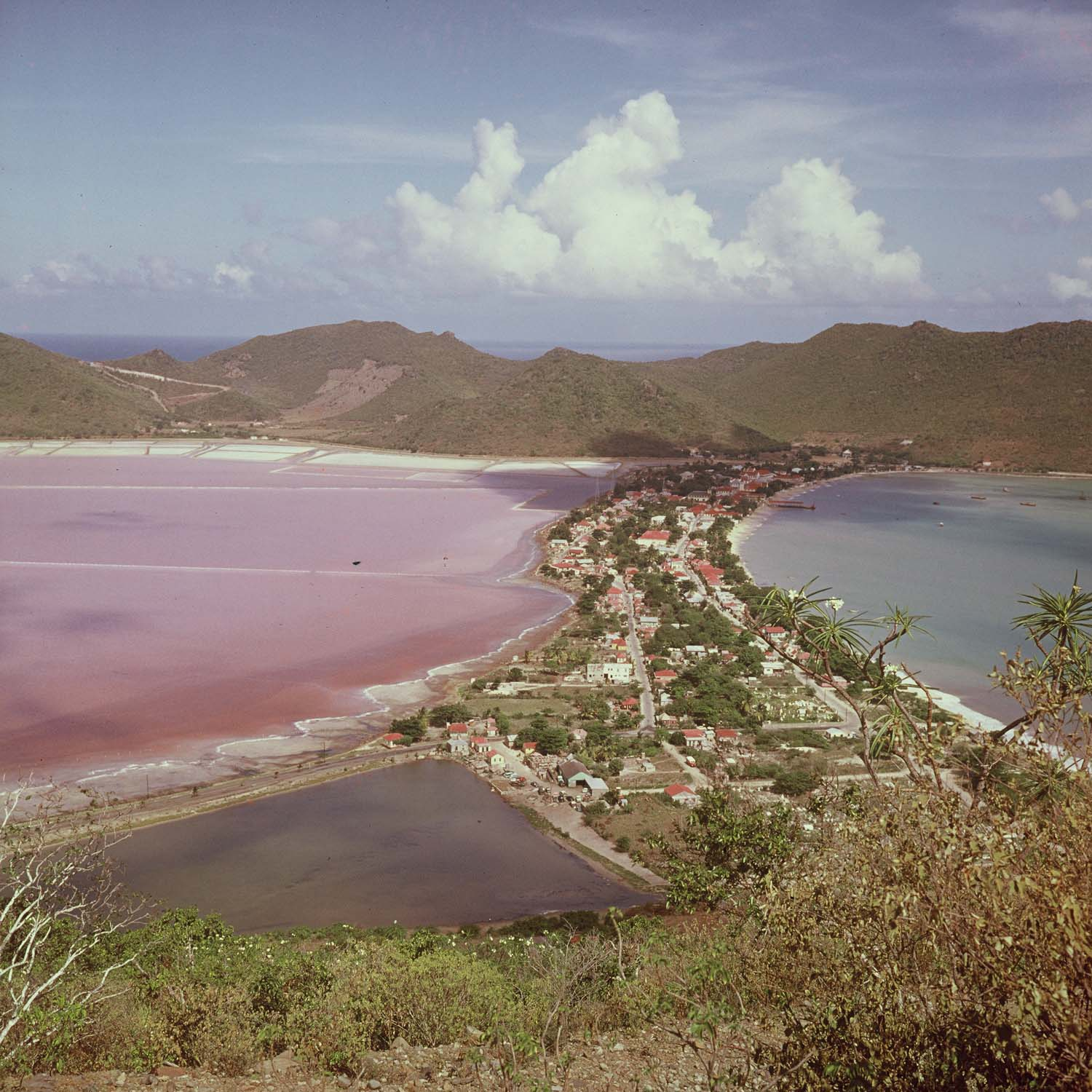
Dia uit 1964
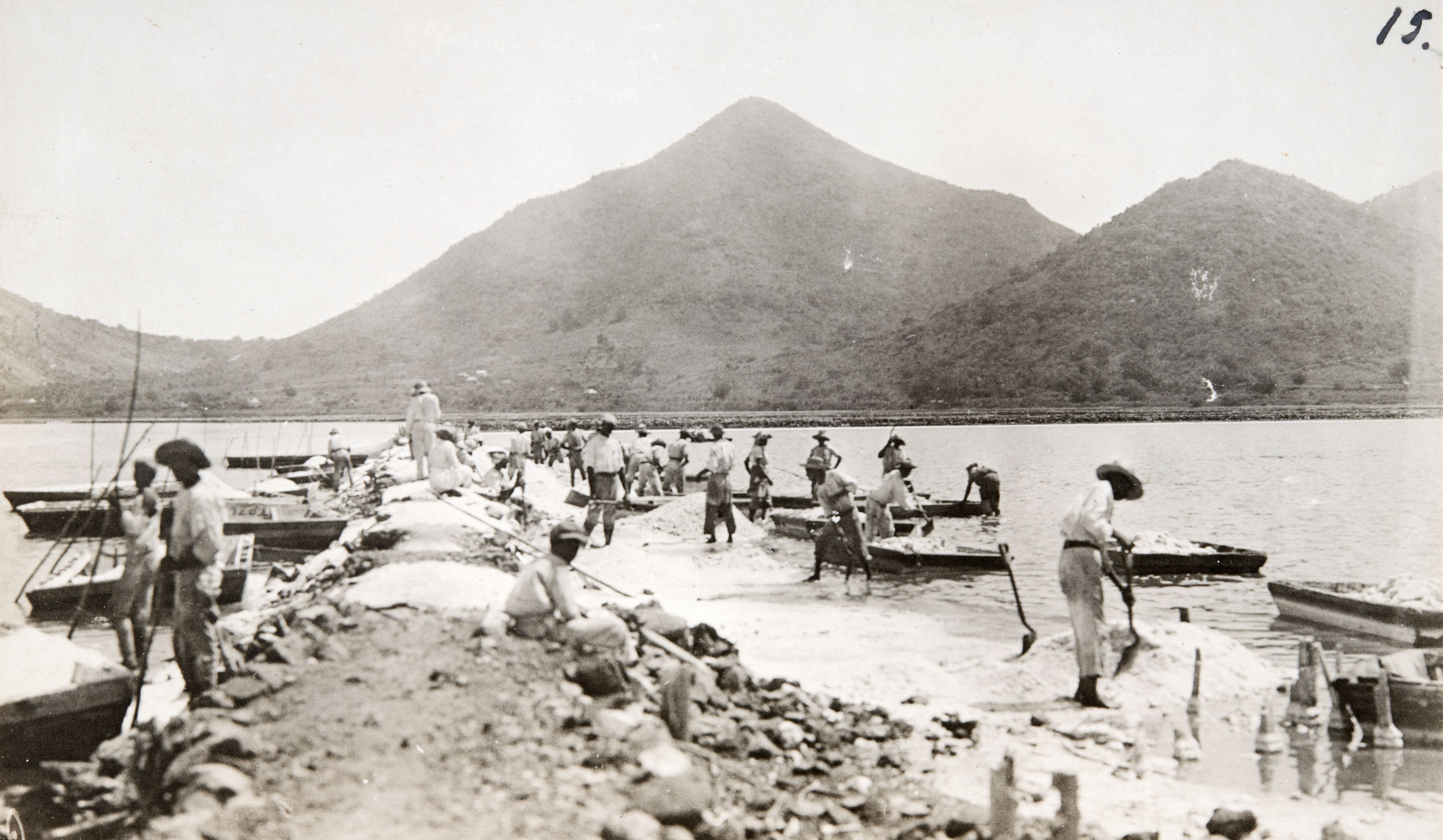
Zoutwinning omstreeks 1920
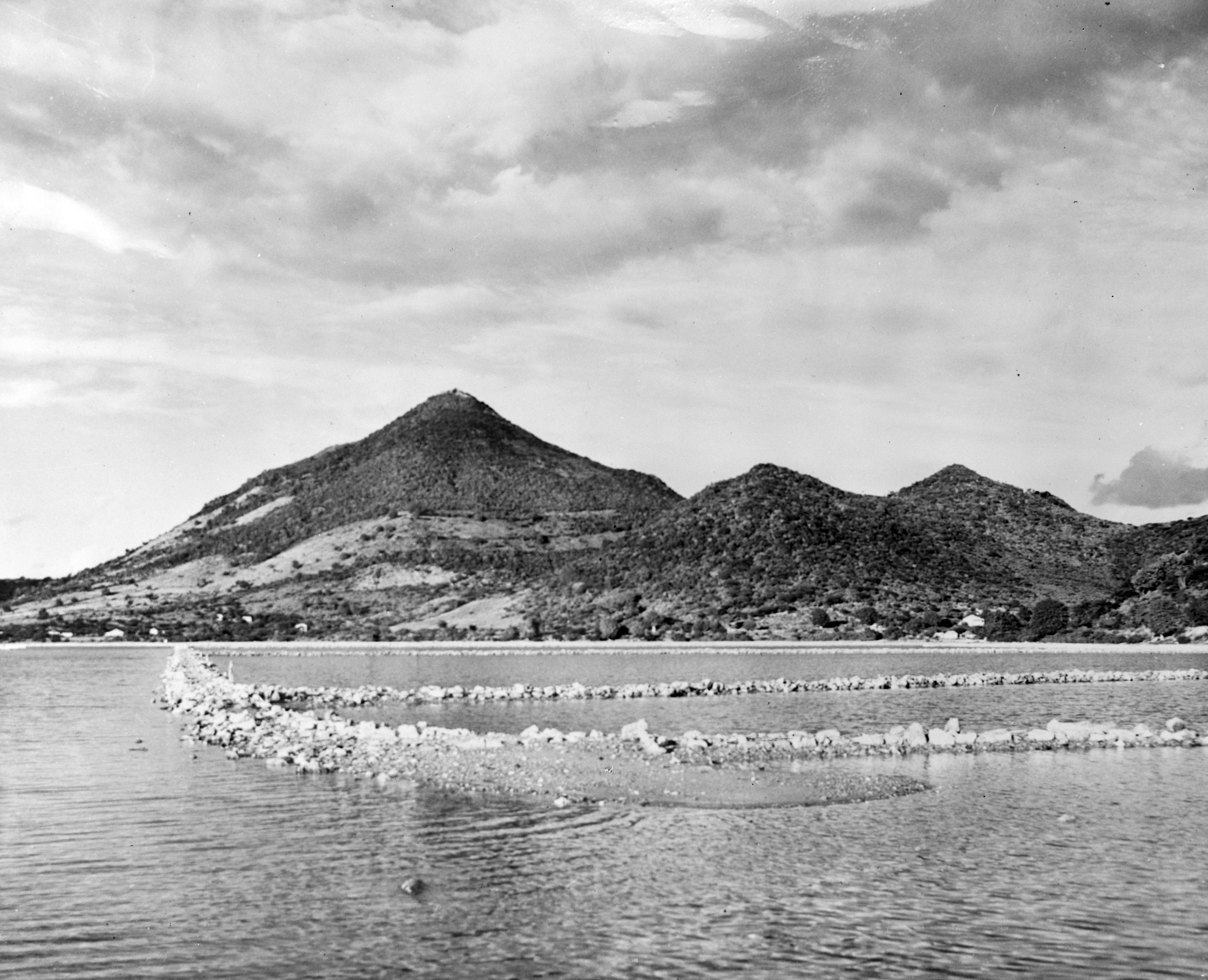
Zoutwinning in 1947